# 20608 Fredmerlin
20608 Fredmerlin è un asteroide della fascia principale. Scoperto nel 1999, presenta un'orbita caratterizzata da un semiasse maggiore pari a 2,1915714 UA e da un'eccentricità di 0,0754568, inclinata di 8,64042° rispetto all'eclittica.